# Geroplátanos (Ioánnina)
Geroplátanos, en grec moderne : Γεροπλάτανος, est un village du dème de Pogóni, district régional d'Ioánnina, en Épire, Grèce.
Selon le recensement de 2011, la population du village compte 128 habitants.